# Peschkegraben
Der Peschkegraben ist ein Meliorationsgraben auf der Gemarkung der Gemeinde Groß Köris im Landkreis Dahme-Spreewald in Brandenburg.

## Verlauf
Der Graben beginnt rund 2,6 km nordöstlich des Gemeindezentrums in einem Waldgebiet. Er verläuft dort auf einer Länge von rund 680 m vorzugsweise in südöstlicher Richtung und unterquert die Bahnstrecke Berlin–Görlitz. Auf der östlichen Seite der Bahnstrecke verläuft von Norden kommend parallel zu den Gleisen ein weiterer Strang des Grabens. Östlich befinden sich der Güldensee und der Kleine Roßkardtsee. Der Graben verläuft rund 160 m östlich der Bahnstrecke und unterquert sie anschließend wieder in südwestlicher Richtung. Er verläuft auf einer Länge von rund einem Kilometer bogenförmig in südwestlicher, anschließend in südlicher Richtung. Auf diesem Teilstück fließt ein weiterer Strang von Osten kommend zu, der ebenfalls die Bahnlinie unterquert und westlich des Großen Roßkardtsees beginnt. Der Graben durchfließt einen unbenannten kleineren See, anschließend auf rund 460 m in südöstlicher Richtung, bevor er die Bundesautobahn 13 unterquert. Im weiteren Verlauf beschreibt er erneut einen Bogen in westlicher, anschließend in südlicher Richtung. Von Nordwesten bzw. Osten fließen dabei zwei weitere Stränge zu. Der Graben erreicht den Groß Köriser Wohnplatz Rankenheim, unterquert dort die Sputendorfer Straße und entwässert am Kinder- und Jugenddorf Rankenheim in den Zemminsee.